# صاحب الإدارة بواب العمارة (فلم)
صاحب الإدارة بواب العمارة هو فيلم مصري إنتاج 1985. من بطولة نادية الجندي وعادل أدهم، من إنتاج سعيد سالم ومن إخراج نادية سالم.

## قصة الفيلم
تدور أحداث الفيلم حول رجل يدعى (أبو المعاطي) يهرب من العدالة بعد قيامه بالعديد من عمليات السطو والقتل، فيضطر إلى التخفي في شخصية بواب عمارة باسم (درديري) ويتزوج زايده الغازيه اصلا والتي تتمنى أن تصبح مليونيره بطرق غير مشروعة، فتنفصل من أبو المعاطي بعد أن تكون علاقات من تجارة الدعارة، ويتحول درديري بدوره إلى تاجر مخدرات ثري، ثم رجل أعمال وتتوالى الأحداث بينهما.

## فريق العمل
المخرج:نادية سالم

### بطولة
- نادية الجندي
- عادل أدهم
- حسين الشربيني
- صفية العمري
- نجاح الموجي
- علا رامى
- أحمد لوكسر
- محمد أبو الحسن
- محمود العراقى

## وصلات خارجية
- صفحة الفيلم على موقع السينما